# Wegwielrennen op de Paralympische Zomerspelen 2020 - Wegwedstrijd vrouwen B
De wegwedstrijd vrouwen B bij het wegwielrennen tijdens de XVIe Paralympische Zomerspelen, vond plaats op de Fuji Speedway een racecircuit in de Japanse prefectuur Shizuoka.

## Uitslag
| #      | rensters                                  | rensters | tijd    | tijd  |
| ------ | ----------------------------------------- | -------- | ------- | ----- |
| Goud   | Katie-George Dunlevy Eve McCrystal pilote | IRL      | 2:35:53 |       |
| Zilver | Sophie Unwin Jenny Holl pilote            | GBR      | 2:36:00 | +0:07 |
| Brons  | Louise Jannering Anna Svärdström pilote   | SWE      | 2:36:00 | +0:07 |
| 4      | Justyna Kiryła Aleksandra Tecław pilote   | POL      | 2:39:22 | +3:29 |
| 5      | Lora Fachie Corrine Hall pilote           | GBR      | 2:40:26 | +4:33 |
| 6      | Dominika Putyra Ewa Bańkowska pilote      | POL      | 2:43:33 | +7:40 |
|        | Griet Hoet Anneleen Monsieur pilote       | BEL      | DNF     | DNF   |